# Спартак: Кровь и песок
«Спартак: Кровь и песок» (англ. Spartacus: Blood and Sand) — первый сезон американского телесериала «Спартак», премьера которого состоялась на канале Starz 22 января 2010 года. Основную фабулу сериала составляет история Спартака, предводителя одного из крупнейших восстаний рабов в Римской республике в 73 — 71 годах до н. э. Исполнительные продюсеры Стивен С. Денайт и Роберт Таперт сосредоточились на изображении событий смутной ранней жизни Спартака.

## Сюжет
Сюжет начинается на фоне союзных действий фракийских племён с римскими войсками против гетов. Римский легат Гай Клавдий Глабр, побуждаемый честолюбием и уговорами жены, решает направить свои войска против Митридата. Фракийцы, посчитав союзный договор нарушенным, возвращаются на защиту своих домов от гетов. Взбешённый Глабр объявляет фракийцев дезертирами и пленит одного из их лидеров — Спартака, обращая последнего и его жену в рабство. Спартака в кандалах отправляют в Капую, а его жену продают сирийскому работорговцу. Пленные фракийцы предназначены для  убийства на арене во время игр, посвящённых тестю Глабра — сенатору Альбинию. Спартак побеждает в  бою, и его покупает ланиста Квинт Лентулий Батиат для своей школы гладиаторов.

## В ролях
Рабы
- Энди Уитфилд — Спартак
- Ману Беннетт — Крикс, гладиатор дома Батиата, чемпион Капуи
- Питер Менса — Эномай, наставник гладиаторов в доме Батиата
- Ник Э. Тарабей — Ашур, бывший гладиатор дома Батиата
- Джай Кортни — Варрон, гладиатор дома Батиата, друг Спартака. Стал гладиатором, чтобы погасить долги.
- Антонио Те Майоха — Барка, гладиатор дома Батиата
- Эка Дарвилл — Пётр, любовник Барки
- Лесли-Энн Брандт  — Невия, служанка Лукреции
- Эрин Каммингс — Сура, жена Спартака
- Брук Уильямс — Аурелия, жена Варрона
- Катарина Лоу — Мира, служанка в доме Батиата
- Дэн Фьюрригал — Агрон

Римляне
- Джон Ханна — Квинт Лентулий Батиат
- Люси Лоулесс — Лукреция, жена Батиата
- Вива Бьянка — Илития, жена Глабра
- Крейг Паркер — Гай Клавдий Глабр, римский легат
- Крэйг Уолш Райтсон — Солоний, бывший близкий друг, но теперь заклятый враг Дома Батиата

## Список эпизодов
| № общий | № в сезоне | Название                                                     | Режиссёр          | Автор сценария                               | Дата премьеры   | Произв. код | Зрители США (млн) |
| --- | ---------- | ------------------------------------------------------------ | ----------------- | -------------------------------------------- | --------------- | ----------- | ----------------- |
| 1 | 1          | «Красный Змей» «The Red Serpent»                             | Рик Джейкобсон    | Стивен С. ДеНайт                             | 22 января 2010  | SPS101      | 0,66              |
| Фракийский воин и его соплеменники объединяются с римлянами для защиты от нападений гетов и решают выступить в поход против них. Во время прощания Сура, жена фракийца, рассказывает о Красном змее в своём сне. Во время боев с гетами фракийцы начинают разочаровываться в своих союзниках. Во время разведки фракийцы узнают о намерении гетов напасть на их деревни, оставшиеся без защиты. Римляне отказываются помешать гетам. Наутро когда римский легат объявляет о походе на восток против Митридата и его греков, фракийцы отказываются ему подчиниться. Взбешённый легат приказывает убить их. Завязывается схватка между вчерашними союзниками, в ходе которой фракийцы оглушают трибуна и убивают сопровождавших его людей. Главный герой возвращаются домой, когда туда уже прибыли геты. Фракиец сумел спасти свою жену и сбежать, но деревня оказалась сожжена. Вскоре беглецов ловят римляне. Суру продают в рабство, а сам фракиец и другие дезертиры попадают на арену в Капуе в качестве гладиаторов. Во время праздника в честь семьи Альбиния сенатор объявляет о завтрашней битве между гладиаторами на потеху толпе. Римский ланиста Квинт Лентулий Батиат представляет своих гладиаторов — карфагенянина Барку и галла Крикса, Солоний выставляет шесть своих гладиаторов. Там же легат Гай Клавдий Глабр представляет своих шестерых пленников из Фракии. Во время шоу гибнут все фракийцы, а против главного героя выходят четверо соперников, что публика воспринимает весьма негативно. Во время схватки, которая не лучшим образом складывается для фракийца, он раненый стоит на коленях и видит на щите перед собой красного змея. Фракиец вспоминает слова своей жены «Убей их всех!» и одолевает своих противников. Зрители начинают скандировать «Жизнь!». Сенатор объявляет, что дарует жизнь Спартаку (поскольку римляне не знали как зовут фракийца, то решили назвать его именем легендарного фракийского царя). |            |                                                              |                   |                                              |                 |             |                   |
| 2 | 2          | «Клятва гладиаторов» «Sacramentum Gladiatorum»               | Рик Джейкобсон    | Стивен С. ДеНайт                             | 29 января 2010  | SPS102      | 0,77              |
| Спартака выкупает Батиат, в результате чего фракиец попадет в его людус, где его будут тренировать как гладиатора. Там он знакомится и быстро становится врагом галла Крикса, чемпиона Капуи. Спартака начинает тренировать Эномай. Во время первой же тренировки Спартака избивает Крикс. Желая дать галлу сдачи, Спартак случайно убивает другого гладиатора. В перерывах между тренировками Спартак знакомится с гражданином Рима Варроном, который пошёл в гладиаторы из-за долгов, и с которым у Спартака завязываются дружеские отношения. Тем временем выясняется, что у Батиата серьёзные финансовые проблемы, решить которые он надеется за счёт грядущих гладиаторских боёв. Приехавший Глабр отдаёт Спартаку ленту его жены и рассказывает ему, что Сура продана в рабство сирийскому торговцу. Во время этого визита Лукреция и жена легата Илития находят общий язык. Во время тренировки Спартак видит Глабра, что приводит его в ярость и он чуть не забивает одного из новичков насмерть. Глабр отклоняет предложение Батиата погостить у него, тем самым нарушая его планы. Батиат злится. Беседуя с Эномаем он приходит к выводу, что Спартак хоть и ценен, но уж очень непредсказуем. Батиат обещает фракийцу, что если он пройдет последнее испытание и признает Батиата господином, то он вернёт Суру. Во время последнего испытания Спартак сумел хитростью победить Крикса. Фракиец подчиняется Батиату и приносит клятву гладиатора. |            |                                                              |                   |                                              |                 |             |                   |
| 3 | 3          | «Легенды» «Legends»                                          | Грейди Холл       | Брент Флетчер                                | 5 февраля 2010  | SPS103      | 0,86              |
| В преддверии игр Вулканалии Спартак вместе с остальными гладиаторами продолжает тренироваться. Во время перерыва между тренировками Варрон рассказывает историю Барки. Батиат сообщает Спартаку о продвижении в поисках его жены. Крикс интересуется Невией, одной из рабынь Лукреции, но при этом он является любовником самой Лукреции. Спартак продолжает вести себя вызывающе, благодаря чему вместе с Варроном попадает в яму с отходами. Батиат составляет список пар гладиаторов, выступающих на играх. Спартак выясняет, что он будет биться с Варроном в самом начале игр. Ашур рассказывает краткую историю побед Крикса. Спартак провоцирует Гнея, будущего противника Крикса, в результате чего Гней получает травму. Крикс просит Ашура кое-что достать. Ашур выполняет его просьбу. Во время оглашения имен гладиаторов, участвующих в главном бою, Спартак нападает на Крикса. Их разнимают. Батиат, видя реакцию толпы на их драку, объявляет, что финальным поединком будет схватка Крикса и Спартака. Крикс передаёт Невии дорогую брошь, которую на рынке приобрёл Ашур. Гладиаторы рассказывают легенду о греческом гладиаторе Феокле, при этом упоминая, что Эномай — единственный гладиатор, который сумел выжить в схватке с ним. Во время финальной схватки Спартак проигрывает Криксу, однако фракиец, поняв, что его смерть заставит Батиата прекратить поиски Суры, просит о пощаде. Зрители требуют смерти Спартака, но Батиат решает пощадить его. Все оказываются разочарованы финалом. После боя Эномай заходит к Спартаку. Фракиец говорит, что был неправ и будет лучше тренироваться, но Эномай отвечает, что уже слишком поздно. |            |                                                              |                   |                                              |                 |             |                   |
| 4 | 4          | «Зверь в яме» «The Thing in the Pit»                         | Джесси Уорн       | Аарон Хелбинг и Тодд Хелбинг                 | 12 февраля 2010 | SPS104      | 0,66              |
| Батиат в ярости отправляет Спартака участвовать в нелегальных боях. Невия возвращает брошь Криксу, что сильно оскорбляет галла. Крикс дарит брошь Лукреции, а Невия видит их любовную сцену. Спартак побеждает нескольких противников, что приносит деньги Батиату. Варрон говорит истощённому Спартаку, что оказался в долгах как раз из-за нелегальных боёв, где бойцы быстро превращаются в зверей от ярости и усталости. Торговец Овидий просит Батиата вернуть долг. Ашур в присутствии Барки говорит о броши для Крикса. Барка сразу понимает для кого она предназначалась. Невия вызывает Крикса, чтобы объясниться с ним. Крикс признаёт, что неверно понял отказ Невии. Спартака всё чаще начинает преследовать призрак его жены. Во время одного из боёв Спартаку вновь приснилась его жена, просящая спасти её до прихода дождей. Спартак говорит Батиату, чтобы тот поставил все деньги против него, поскольку фракиец решил погибнуть на ринге, а часть выигранных денег потратил на выкуп его жены. Во время боя Батиата пытаются убить, Спартак это замечает и предупреждает его. Барка убивает одного нападавшего, а Спартак второго. Однако фракийцу также пришлось расправиться со своим противником на арене, что означает потерю денег, на получение которых рассчитывал Батиат. Выясняется, что нападавшие были рабами, ланиста приказывает Барке и Ашуру узнать, кто их хозяин. Несмотря на просьбы Лукреции избавиться от Спартака, Батиат решает возобновить тренировки фракийца вместе с другими гладиаторами. |            |                                                              |                   |                                              |                 |             |                   |
| 5 | 5          | «Теневые игры» «Shadow Games»                                | Майкл Хёрст       | Миранда Квок                                 | 19 февраля 2010 | SPS105      | 0,85              |
| Капуя продолжает изнывать от жары. Грядут игры магистрата, для которых требуются гладиаторы Батиата. Лукреция хочет рассказать магистрату о покушении на её мужа, но Батиат запрещает ей это делать. Барка и Ашур ищут владельцев рабов, пытавшихся убить ланисту. Батиат узнаёт, что на предстоящих играх его боец должен будет сразиться с Феоклом, который будет представлять Солония. Батиату удаётся получить разрешение на участие двух гладиаторов в бою, однако Солоний делает условие: это будут Крикс и Спартак. Эномай уговаривает Батиата дать ему сразиться с Феоклом, но получает отказ. Ашур и Барка выясняют, что клеймо принадлежит Рему, торговцу рабами. Невия приносит воду Криксу от Лукреции, чтобы он лучше готовился к бою. Лукреция приглашает в гости Илитию, надеясь с её помощью спасти Крикса от смерти на арене. Эномай учит Крикса и Спартака действовать сообща. Илития наблюдает за их тренировкой и восхищается Криксом. Жена Легата просит Лукрецию разрешить ей спуститься к гладиаторам, а взамен рассказывает ей о целительнице, способной излечивать бесплодие. Крикс и Спартак всё ещё не могут найти общий язык. Лукреция предлагает Илитии попробовать снять Крикса с игр, но галл предпочитает бой. Барка находит Рема. Батиат в ярости избивает работорговца, тот признаётся, что рабов купил Овидий. Эномай видя явное нежелание Крикса и Спартака сражаться сообща, показывает им свои раны, полученные в бою с Феоклом. Ашур советует Спартаку не доверять Криксу. Во время обряда целительницы Илития узнаёт, что у Лукреции есть любовник. Целительница говорит Лукреции о необходимости зачатия ребенка в течение часа после обряда, однако ланисты нет дома. Овидий обнаруживает убитых домочадцев и Батиата в гостях. Под давлением Овидий признаётся, что долг Батиата погасил Солоний в обмен на убийство. Барка расправляется с Овидием. Лукреция вызывает Крикса, но тот отказывается оплодотворить её. Во время схватки Крикс и Спартак наносят Феоклу тяжелейшие раны и уже начинают торжествовать, но гигант находит в себе силы подняться. Во время боя Крикс вновь пытается действовать в одиночку, Феокл наносит ему серьёзное ранение. Когда Спартак атакует Феокла, Крикс подбирает шлем и отражением солнечного луча ослепляет противника. Воспользовавшись моментом, Спартак убивает Феокла. Начинается столь долгожданный дождь. |            |                                                              |                   |                                              |                 |             |                   |
| 6 | 6          | «Щекотливые дела» «Delicate Things»                          | Рик Джейкобсон    | Трейси Белломо и Эндрю Чемблисс              | 26 февраля 2010 | SPS106      | 1,08              |
| В дом Батиата пришел долгожданный успех. Батиат сообщает Спартаку, что его жена найдена. Лукреция узнаёт от мужа причины убийства Овидия. Спартак делится с Эномаем планами будущей семейной жизни, но тот разочаровывает Спартака, говоря, что его жена тоже будет рабыней. Барка требует с Ашура свой выигрыш, на который рассчитывает купить себе свободу. Пётр узнаёт, что это Барка убил Овидия и всю его семью. Спартак выясняет у Варрона дорогу, по которой привезут Суру. Варрон понимает, что Спартак замыслил побег и пытается отговорить его, но безрезультатно. К Батиату приходит в гости магистр Откалавий со своим сыном Нумерием, который показывает Спартаку фракийский кинжал. Спартак приглашает Нумерия на тренировки. Ашур нанимает людей для одного своего замысла. Прибывший гонец объявляет, что сына Овидия находят живым. Батиат решает, что Барка его предал. Спартак организует вечеринку для гладиаторов. Во время разговора Пётр рассказывает Батиату, что Барка нарочно оставил мальчика в живых. Батиат вызывает Барку на разговор, в ходе которого Барка всё отрицает, но его убивают. Неожиданно прибывает магистрат и объявляет, что сына Овидия нашли мёртвым в развалинах дома, а слухи о том, что его нашли оказались ложью. Ашур платит нанимателю гонца за эту ложь. Пётр спрашивает Ашура про Барку, но тот отвечает, что Барка получил свободу и сбежал. Наконец-то прибывает повозка с Сурой. Возница говорит, что по дороге на них напали, и смертельно раненая Сура падает в руки подбежавшему Спартаку. |            |                                                              |                   |                                              |                 |             |                   |
| 7 | 7          | «Великие и печальные события» «Great and Unfortunate Things» | Джесси Уорн       | Брент Флетчер и Стивен С. ДеНайт             | 5 марта 2010    | SPS107      | 0,97              |
| Во время похорон Спартак вспоминает свою первую ночь с Сурой. Во время разговора Батиата с человеком, искавшем Суру, выясняется, что Суру убили по приказу Батиата. Пётр рассказывает Эномаю о загадочном бегстве Барки после разговора с Батиатом. Крикс приходит в себя. Петра, оставшегося без защиты Барки, избивает и насилует Гней. Во время тренировки Эномай говорит Спартаку, что раскусил его план побега, но никогда не расскажет об этом Батиату. Ланиста заключает выгодную сделку на представление, в котором главную роль будет играть Спартак. К Варрону приезжает его жена. В разговоре она признаётся, что ждет ребёнка от другого. Батиат рассказывает Спартаку о грядущем представлении, Спартаку оно не нравится. Невия рассказывает Эномаю, что видела, как уходил Барка. Петра находят повешенным. Спартак в ярости набрасывается на Гнея и сбрасывает его со скалы. Эномай, разговаривая с Невией, понимает, что она лжёт об уходе Барки. Эномай идёт разговаривать к Ашуру и в разговоре с ним находит противоречия в рассказах Невии и Ашура. Спартак, вспоминая свои разговоры с женой, принимает решение верить в богов, о чём сообщает Батиату и ставит условие, что будет сражаться один. В боях Спартак побеждает своих противников. В последнем фракиец видит самого себя, после чего обезглавливает и принимает новую жизнь как гладиатора и своё новое имя — Спартак. |            |                                                              |                   |                                              |                 |             |                   |
| 8 | 8          | «Клеймо братства» «Mark of the Brotherhood»                  | Роуэн Вудс        | Аарон Хелбинг и Тодд Хелбинг                 | 12 марта 2010   | SPS108      | 0,88              |
| Спартак одерживает одну победу за другой, стремительно набирая всё возрастающую популярность. Батиат и Солоний отправляются на аукцион рабов, чтобы купить себе новых гладиаторов. Во время торгов Батиат называет завышенную цену и выигрывает торги. Во время смотра новобранцев Илития выбирает себе гладиатора. Во время обеда Крикс отгоняет одного из новичков, но Спартак за него вступается. Ашур предлагает Батиату продать Крикса, и того заинтересовывает эта идея, но Лукреция выступает резко против этого. Невия сообщает Криксу, что его хотят продать, после чего Крикс идёт и вызывает на бой Спартака. Во время боя Спартак избивает и унижает Крикса. На рынке Солоний встречает Ашура и предлагает ему денег, чтобы тот информировал его, но Ашур отказывается. Прибывшие в дом Батиата гостьи просят показать им Спартака, после чего между ним и Илитией происходит конфликт. Спартак играет в кости с Варроном, убеждая его вернуться к семье. Илития обещает Сегаваксу (одному из новичков) свободу в обмен на убийство Спартака. Сегавакс неожиданно нападает на Спартака в бане, но вмешивается Крикс и спасает Спартака. Узнав об этом, Батиат принимает решение не продавать Крикса. Сегавакса кастрируют и распинают, но он не рассказывает причины нападения. Илития отрицает свою осведомленность о причинах нападения её гладиатора на Спартака. |            |                                                              |                   |                                              |                 |             |                   |
| 9 | 9          | «Шлюха» «Whore»                                              | Майкл Хёрст       | Дэниел Науф                                  | 19 марта 2010   | SPS109      | 1,11              |
| Варрон через Ашура пытается передать записку своей жене, в которой извиняется за своё резкое поведение из-за её беременности. Лициния, богатая знатная римлянка и кузина Марка Красса, просит организовать Лукрецию тайное свидание со Спартаком. Неожиданно появляется Илития, которая вскоре догадывается о сути сговора между Лицинией и Лукрецией. Лукреция рассказывает Батиату о желании Лицинии, и тот убеждает Спартака удовлетворить её желание. Крикс возвращается к тренировкам, а вместе с ним и Ашур, оправившийся от давней травмы. Однако Батиат не разрешает Ашуру дальше быть гладиатором, поскольку ценит его хитрость, а не силу. Опасаясь за сексуальные возможности Спартака, у которого давно не было женщины, Лукреция посылает к нему рабыню Миру, но Спартак выгоняет её. Узнав об этом, Лукреция заставляет Миру вновь идти к нему, угрожая ей расправой. Ашур встречается с Солонием и предупреждает его о готовящемся покушении. Лукреция предлагает и Илитии выбрать себе гладиатора для любовных утех, и Илития выбирает Крикса, чем приводит Лукрецию в ярость. Батиат уговаривает Лукрецию дать Крикса Илитии. Ашур рассказывает Варрону об отсутствии его жены дома и наличии там следов крови, в результате чего тот набрасывается на Ашура, но охрана разнимает их и Варрона наказывают. Мира вновь приходит к Спартаку и уговаривает его разрешить хотя бы остаться на ночь. Спартак просит её заняться поисками жены и сына Варрона. Во время тренировки Крикс видит Невию, заигрывающую с охранником. Ашур приносит голову одного из людей Солония как результат неудачного покушения на самого Солония, а Батиат распоряжается отправить её Солонию. Крикс страшно ревнует Невию и ссорится с ней, но Невия рассказывает ему, что она беседовала с охранником только чтобы стащить у него ключ от ограждения, которое их разделяет. В назначенный момент Лукреция подставляет Илитию: пользуясь тем, что лица любовных партнеров в целях конфиденциальности спрятаны под масками, вместо Крикса она подсовывает ей Спартака, а во время любовного соития внезапно появляется вместе с Лицинией. «Любовники» срывают друг с друга маски, и разъяренный Спартак пытается задушить Илитию. Лициния высмеивает Илитию, в результате чего та в ярости набрасывается на неё и убивает. Лукреция с Батиатом решают просто избавиться от трупа и скрыть трагедию. |            |                                                              |                   |                                              |                 |             |                   |
| 10 | 10         | «Праздничные подарки» «Party Favors»                         | Крис Мартин-Джонс | Брент Флетчер и Миранда Квок                 | 26 марта 2010   | SPS110      | 1,27              |
| Спартак и Варрон продолжают одерживать победы, завоевывая всё большее признание и авторитет. Мира находит Аурелию и приводит её к Варрону. Аурелия рассказывает, что оскопила своего бывшего сожителя и пряталась у родственников. Илития после убийства находится в шоке и боится появляться на людях. Лукреция принуждает её появиться на празднике, который состоится в доме Батиата, и пригласить знатных римлян. Батиат вызывает Крикса и Спартака и объявляет им о том, что на грядущем празднике они будут биться друг с другом в показательном поединке. Охранник обнаруживает пропажу ключа и подозревает Невию в краже. Крикс признаётся Невии, что намерен пролить кровь Спартака в предстоящей схватке. Ашур узнаёт о тайных встречах Крикса и Невии. По пути в камеру Спартак замечает как охранник пристаёт к Мире и вмешивается в конфликт, в результате уродуя охранника. В назначенный день гости прибывают на торжество. Пользуясь ситуацией Крикс провоцирует Спартака, но вмешивается один из братьев-германцев и вступает в схватку с Криксом, но проигрывает её. Илития соблазняет молодого Нумерия, сына магистрата Коллавия. На праздник прибывает и Солоний, приглашённый Батиатом, желающим унизить его. Когда Батиат начинает объявлять поединок, его перебивает Нумерий, по наущению Илитии требующий битвы между Спартаком и Варроном. В схватке Спартак одолевает Варрона и ожидает решения Нумерия, но тот неожиданно требует убить Варрона. Батиат пробует возразить, но Коллавий настаивает на решении сына. Батиат приказывает Спартаку подчиниться Нумерию. Спартак не решается это сделать, и их окружают стражники, готовые убить их обоих. Осознавая безвыходность положения, Варрон сам себя пронзает мечом Спартака, перед смертью прося друга позаботиться о его семье. Спартаку ничего не остаётся, как добить Варрона. Батиат обращается к Коллавию за поддержкой в создании политической карьеры, но тот в присутствии Солония отказывает ему, чем огорчает и унижает Батиата. Он намерен отомстить кровью. Спартак не в себе от содеянного, и к нему в камеру приходит Мира. |            |                                                              |                   |                                              |                 |             |                   |
| 11 | 11         | «Старые раны» «Old Wounds»                                   | Гленн Стэндринг   | Дэниел Науф Сюжет: Дэн Фили и Патриция Уэллс | 2 апреля 2010   | SPS111      | 1,13              |
| Батиат постепенно приводит в исполнение свою месть Коллавию. Во время разговора Батиат сообщает Спартаку, что он будет биться насмерть против Перикла, титана Помпей, а Спартак в свою очередь просит его отдать все деньги жене Варрона. Во время пути в свою камеру Спартак видит Миру, ублажающей Наёмника Батиата (того самого, который вёз его жену). Спартаку мерещится силуэт Варрона, Спартак пытается его догнать, но безрезультатно. Затем Спартака находит Мира и пытается объяснить, что Наёмника она ублажала не по своей воле. Спартак же показывает, что ему всё равно и просит её передать его благодарность тому наемнику за то, что тот «пытался защитить» его жену, когда её убили. Люди Батиата похищают Коллавия, и Батиат приезжает лично поговорить с ним. Рана Спартака, полученная в бою с Варроном, ухудшает его состояние, и Спартака кладут в лазарет. Эномай предлагает Батиату заменить Спартака Криксом в главном бою против Перикла, чемпиона Помпей. Ашур продолжает докладывать Солонию о новостях в доме Батиата. Коллавий, притворившись мёртвым, ранит сторожащего его Наёмника, и тот отправляется к лекарю в лазарет лудуса, в котором лежит Спартак. Во время игр выясняется, что зрители жаждут увидеть Спартака и они вовсе не рады Криксу. Во время боя, в котором Крикс явно проигрывает, Лукреции становится дурно, что замечают окружающие. Батиат отсылает её домой, не дав досмотреть окончание поединка. Криксу тем временем удёется обернуть ход поединка в свою пользу и он убивает Перикла. Торжество победы прерывает гонец, принесший записку об обнаружении фургона Коллавия. Ашур тайно передает перстень Коллавия Солонию, рассказав ему о планах Батиата на убийство Коллавия. Ашур требует деньги у Солония и ведёт того «спасать» Коллавия. Пребывая в бессознательном состоянии Спартак в одном из своих видений вспоминает гибель жены и понимает, что нападение на повозку было лишь инсценировкой. Батиат с Нумерием и стражниками находят Коллавия с перерезанным горлом и Солония с ножом в руках около него, которого ловко подставил Ашур. Когда Спартак приходит в себя, он выпытывает правду у Наёмника о том, что Батиат приказал убить Суру, после чего душит его. Смерть Наёмника списывают на последствия травмы, а Спартак возвращается к тренировкам, говоря что «стал прежним». |            |                                                              |                   |                                              |                 |             |                   |
| 12 | 12         | «Разоблачения» «Revelations»                                 | Майкл Хёрст       | Брент Флетчер                                | 9 апреля 2010   | SPS112      | 1,29              |
| Крикс продолжает свой путь побед и постепенно завоёвывает зрительские симпатии. Спартак безуспешно ищет встречи с Батиатом. Спартак убивает Солония на арене, исполняя роль палача. Прибывает Илития с известием, что её муж Гай Клавдий Глабр скоро прибудет в Капую чтобы обсудить с Батиатом вопросы покровительства. Мира узнаёт о планах Спартака отомстить Батиату и безуспешно пытается его отговорить. В благодарность за помощь в деле с Солонием Батиат решает наградить Ашура и тот в качестве награды выбирает Невию. Лукреция злится, узнав о передаче Батиатом Невии. Батиат вызывает Спартака на разговор и сообщает ему о готовящемся прибытии Глабра. Неожиданно Спартак замечает Аурелию, жену убитого Варрона, ставшую рабыней Батиата, чтобы расплатиться с долгами и не верит Спартаку о том, что её муж погиб из-за сына магистрата. Прибывшая Илития сообщает, что Глабр просит Батиата встретить его при въезде, а затем неожиданно сообщает Лукреции, что уезжает в Рим, чем несказанно её расстраивает. Плачущая Невия говорит Криксу о том, что между ними всё кончено и она отдана другому. Лукреция понимает, что беременна и сообщает об этом Батиату. Илития просит мужа уделить немного внимания Батиату. Спартак безуспешно пытается уговорить Аурелию взять его деньги и уйти. Приехавший Глабр обсуждает вопросы покровительства с Батиатом. Узнав о достижениях Спартака, устраивает бой между Спартаком и своими людьми, который Спартак с легкостью выигрывает. По приказу Глабра Спартак встаёт перед ним на колени. Ашур демонстративно пристаёт к Невии, что замечает Крикс и приходит в ярость. Крикс набрасывается на Ашура в присутствии гостей, но его оттаскивают. Ашур громко объявляет о том, что Невия ему досталась не девственницей и лишил её девственности именно Крикс. В ярости Лукреция избивает Невию. Глабр отказывает Батиату в покровительстве из-за выходки Крикса. Разгневанный Батиат приказывает принести Глабру «подарок», которым оказывается полусгнившая рука Лицинии. Батиат рассказывает о произошедшей трагедии Глабру, шантажируя его. Глабр соглашается покровительствовать Батиату, но взамен оставляет у него часть своих солдат и Илитию. Батиат приказывает казнить охранника, потерявшего ключ от клетки гладиаторов, а Крикса — высечь плетьми. Наблюдая за экзекуцией Батиат признаётся жене, что был в курсе её любовной связи с Криксом. Невия пытается подбежать к Криксу, но охранник её не пускает. Эномай уговаривает охранника пропустить её. Крикс обещает Невии, что обязательно найдет её, когда обретёт свободу. Невия рассказывает Эномаю, что Барка так и не получил свободу. Эномай понимает, что произошло. Спартак с братьями-германцами задумывает побег. |            |                                                              |                   |                                              |                 |             |                   |
| 13 | 13         | «Убей их всех» «Kill Them All»                               | Джесси Уорн       | Стивен С. ДеНайт                             | 16 апреля 2010  | SPS113      | 1,23              |
| Серия начинается с торжественного празднования Батиатом покровительства Глабром и поединка Крикса со Спартаком в его честь. Затем демонстрируются события двухдневной давности. Спартак ищет сторонников среди гладиаторов, но многие, особенно галлы, придерживаются Крикса, а не Спартака. Эномай приходит к Батиату для разговора и тот сообщает ему о том, что хочет подарить Эномаю свободу и оставить его управлять людусом вместо себя. Эномай спрашивает про Барку, и Батиат подтверждает что Барка был убит. Батиат вызывает к себе Спартака и объявляет ему о предстоящем бое с Криксом. Спартак просит помощи у Миры и та соглашается в обмен на ночь с ним. Спартак, узнав о присутствии знати на поединке, решает их всех убить. Спартак пробует договориться с Криксом, но тот отказывается бежать. Крикс просит Спартака в случае победы найти Невию, а Спартак просит Крикса когда-нибудь убить Батиата. Лукреция с Батиатом решают ослабить Крикса, чтобы Спартак его убил в бою, а Ашур достаёт необходимое зелье. Батиат приказывает Ашуру напоить им Крикса, что Ашур успешно и исполняет. Аурелия рассказывает Спартаку о действиях Ашура, благодаря чему Спартак понимает, что Крикса хотят отравить. Лукреция приходит в камеру к Криксу и рассказывает ему о ребёнке. Во время поединка Крикса со Спартаком Мира выполняет свою часть плана, убив охранника, и дает об этом знать Спартаку. Крикс начинает слабеть от действия яда и понимает, что его отравили. Крикс соглашается помочь Спартаку и с его помощью Спартак нападает на гостей, начиная резню. Когда Спартак замахивается, чтобы убить Батиата, Эномай спасает тому жизнь. Эномай сначала выступает на стороне римских солдат, но во время спора Крикс рассказывает ему о всех происках Батиата и его жены, и убеждает его перейти на сторону рабов. Воспользовавшись суматохой, Илития сбегает, приказав солдатам запереть за ней дверь и не выпускать из дома никого. Тем временем Эномай разбирается с Ашуром, но тот убегает от Эномая. Тем временем Крикс находит и убивает Лукрецию. Аурелия, воспользовавшись моментом, убивает Нумерия, а Спартак — Батиата. Рабы вырываются на свободу. Напоследок Спартак произносит пламенную речь, в которой он говорит, что ему надоело видеть, как люди бесцельно страдают и умирают ради спорта или для ублажения своих хозяев. Он предлагает отпущенным на волю рабам присоединиться к нему, и заставить Рим содрогнуться. |            |                                                              |                   |                                              |                 |             |                   |

## Исторические несоответствия
- Эномай был галлом; в сериале он нумидиец.
- Древнеримское общество не являлось настолько безнравственным и похабным, как это показано в сериале.
- Гладиаторы были очень ценными активами, поэтому владельцам школ их смерть была невыгодна: проигравшего гладиатора обычно умертвляли в случае очень серьезных травм, обычно смертельных, и делал это специально обученный сотрудник.
- Хозяин Спартака Квинт Лентул Батиат ценил этого гладиатора и доверял ему. После восстания Спартака Батиат выжил.